# 缅甸国家图书馆

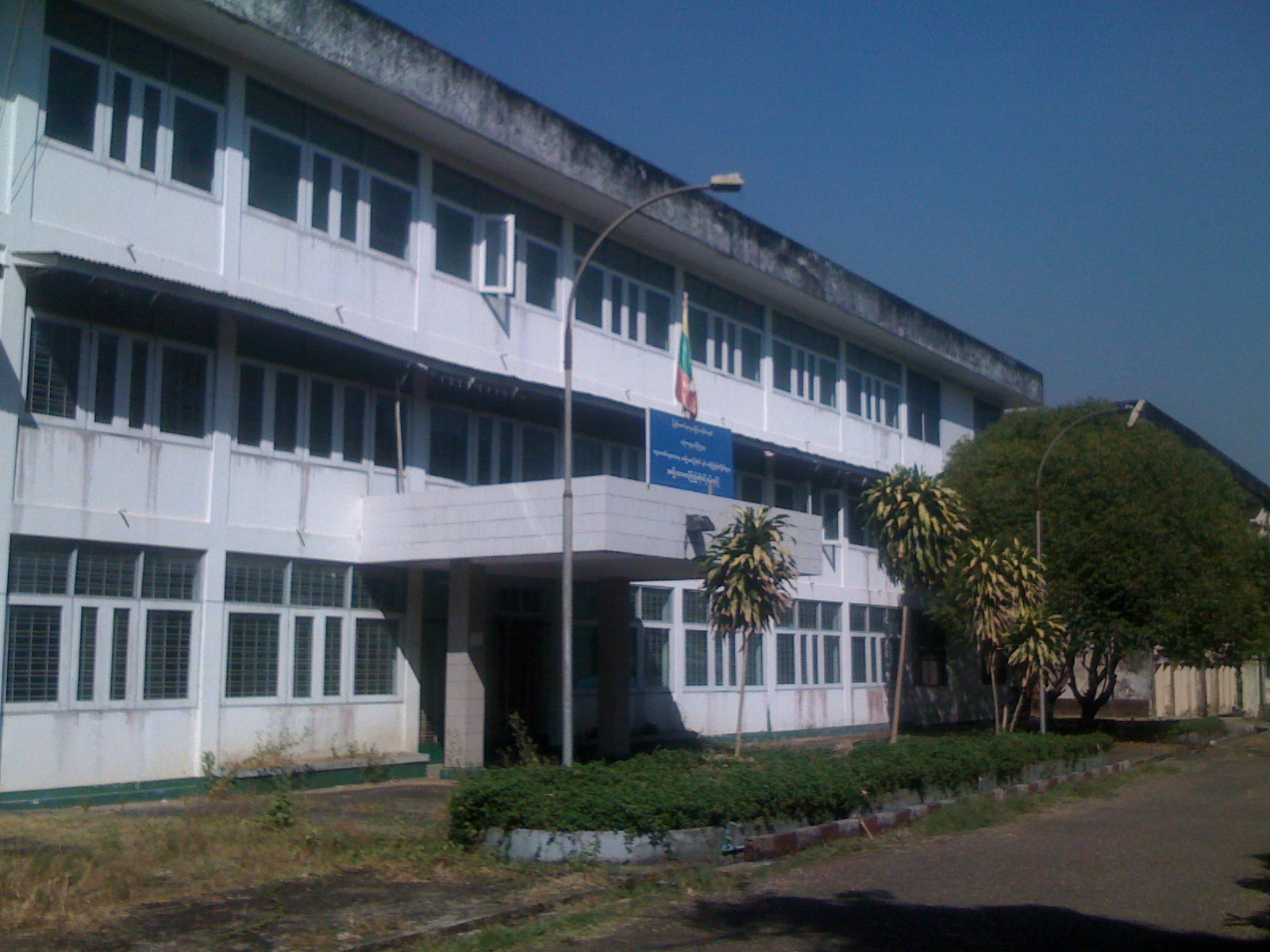
缅甸国家图书馆

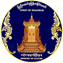
图书馆的盖章

缅甸国家图书馆（緬甸語：အမျိုးသားစာကြည့်တိုက်）是緬甸的國家圖書館，位於第一大城仰光，成立於1952年，目前圖書館藏書超過220,000本。其他收藏品包括約618,000本書籍和期刊，以及15,800本稀有珍貴的手稿。
缅甸国家图书馆前身是英国驻缅甸的高级专员巴那爵士（Sir Charies Edward Bernard）的私人图书馆，成立于1883年2月21日，缅甸独立后，1952年6月1日时缅甸联邦文化部将巴那图书馆改名为国家图书館。

## 外部連結
- 缅甸国家图书馆 အမျိုးသားစာကြည့်တိုက် （页面存档备份，存于）
- 缅甸国家图书馆的前世今生 （页面存档备份，存于）